# Abdurrahman Gediklioğlu
Abdurrahman Gediklioğlu (* 7. Januar 1998) ist ein türkischer Leichtathlet, der im Mittel- und Langstreckenlauf an den Start geht.

## Sportliche Laufbahn
Erste internationale Erfahrungen sammelte Abdurrahman Gediklioğlu im Jahr 2015, als er bei den Jugendweltmeisterschaften in Cali im 3000-Meter-Lauf in 8:39,15 min den elften Platz belegte. 2017 schied er bei den U20-Europameisterschaften in Grosseto mit 3:56,16 min in der ersten Runde über 1500 Meter aus und bei den Balkan-Hallenmeisterschaften 2018 in Istanbul belegte er in 3:58,50 min den achten Platz über diese Distanz. Im Jahr darauf wurde er bei den Balkan-Hallenmeisterschaften in 3:49,54 min Fünfter im 1500-Meter-Lauf, schied aber dann bei den U23-Europameisterschaften im schwedischen Gävle mit 3:57,92 min in der Vorrunde aus. 2021 belegte er bei den Balkan-Hallenmeisterschaften in Istanbul in 3:52,52 min den achten Platz, ehe er bei den Halleneuropameisterschaften in Toruń mit 8:23,82 min im Vorlauf ausschied. Im Dezember belegte er bei den Crosslauf-Europameisterschaften in Dublin in 18:58 min den zehnten Platz mit der türkischen Mixed-Staffel. Im Jahr darauf gelangte er bei den Balkan-Meisterschaften in Craiova mit 3:46,20 min auf den sechsten Platz über 1500 Meter und kam im Hindernislauf nicht ins Ziel. 2023 gelangte er bei den World University Games in Chengdu mit 14:26,13 min auf den elften Platz über 5000 Meter und im Jahr darauf gewann er bei den Balkan-Hallenmeisterschaften in Istanbul in 3:45,67 min die Bronzemedaille über 1500 Meter hinter dem Armenier Jerwand Mkrttschjan und seinem Landsmann Mehmet Çelik. Ende Mai gewann er bei den Freiluft-Balkan-Meisterschaften in Izmir in 14:19,51 min die Silbermedaille über 5000 Meter hinter dem Österreicher Sebastian Frey.
2025 siegte er bei den Balkan-Meisterschaften in Volos in 8:11,38 min über 3000 Meter und belegte in 3:45,14 min den sechsten Platz über 1500 Meter. 
2023 wurde Gediklioğlu türkischer Meister im 5000-Meter-Lauf sowie 2024 über 3000 Meter. In den Jahren 2019, 2021 und 2024 wurde er Hallenmeister im 3000-Meter-Lauf.

## Persönliche Bestleistungen
- 1500 Meter: 3:38,16 min, 5. Juli 2025 in Ordizia
  - 1500 Meter (Halle): 3:43,41 min, 20. Januar 2024 in Istanbul
- 3000 Meter: 8:05,74 min, 29. August 2020 in Bursa
  - 3000 Meter (Halle): 7:53,44 min, 4. Februar 2023 in Gent
- 5000 Meter: 13:40,06 min, 22. Mai 2024 in Nerja